# Зуев, Анатолий Ильич
Анатолий Ильич Зуев (23 мая 1946 — 22 февраля 2019) — государственный советник юстиции третьего класса, прокурор Москвы (2004—2006).

## Биография
Анатолий Зуев родился в 1946 году. Окончил Харьковский юридический институт. В органах прокуратуры работает с 1972 года. Сначала был следователем прокуратуры Халтуринского района Кировской области, потом старшим следователем, прокурором-криминалистом и заместителем начальника следственного отдела прокуратуры. Позже был назначен старшим помощником прокурора Камчатской области по надзору за рассмотрением уголовных дел в судах. Работал прокурором Петропавловска-Камчатского, Камчатской и Брянской областей.
В Москве Зуев работал с осени 1997 года. Был прокурором Хорошевской межрайонной прокуратуры, Пресненской прокуратуры, с 2000 года — первым заместителем прокурора Москвы Михаила Авдюкова. На этом посту курировал городскую милицию. Утверждается, что генпрокурор Владимир Устинов уже тогда хотел назначить Зуева на пост прокурора города, но его кандидатуру отклонил мэр Москвы Юрий Лужков.
Летом 2003 года Генпрокуратура провела проверку прокуратуры Москвы и вскрыла многочисленные нарушения. Прокурор Москвы Михаил Авдюков и его заместитель Юрий Синельщиков были отправлены в отставку, Зуев получил строгий выговор, но был назначен и. о. прокурора города. На новом посту он первым делом опротестовал решение городских властей ввести разрешительную систему для иногородних граждан, которые желают работать в столице.
В декабре 2003 года Зуева якобы сняли все взыскания и мэр Москвы утвердил его кандидатуру. Причины такой перемены в отношении мэра к представителю прокуратуры не называются.
Будучи представлен депутатам Мосгордумы, Зуев заявил, что сложная обстановка в Москве связана с большим количеством приезжих. По его словам, приезжие совершают почти 48 процентов всех преступлений. Он пообещал объявить войну незаконным мигрантам и фирмам, которые помогают им легализоваться, но защитить права мигрантов легальных. Он также пообещал усилить борьбу с радикальными молодёжными группировками и надзор за приведением местных законов в соответствие с федеральным законодательством. Мосгордума проголосовала за Зуева.
Зуев пообещал кардинально изменить стиль руководства Моспрокуратурой — в частности, при создании следственно-оперативных групп по расследованию резонансных преступлений. К тому времени генпрокурор увеличил штат Моспрокуратуры на 110 человек. Дополнительные кадры Зуев планировал направить на усиление надзора за работой милиции. Он также пообещал очистить прокуратуру от «оборотней в погонах» — в рамках кампании, начатой генпрокурором Устиновым.
В январе 2004 года прокуратура Москвы занялась делом о легализации краденых автомобилей. По подозрению в причастности к преступлению были задержаны семь человек, работавших в шестом отделе Межрайонного регистрационно-экзаменационного отдела (МРЭО) ГИБДД Северо-Восточного административного округа Москвы. Прокуратуре также пришлось проверить сведения о подкупе избирателей перед президентскими выборами, предоставленные Первым телеканалом.
В начале февраля 2004 года прокуратура Москвы передала в суд дело о теракте, совершенном у «Макдоналдса» на юго-западе Москвы в октябре 2002 года, а также о пособничестве при захвате заложников в театральном центре на Дубровке. Несколькими днями позже прокуратура начала расследование дел о взрыве на Замоскворецкой линии метро. По официальной версии, взрыв в поезде метро организовал террорист-смертник. Эти сведения Зуев обнародовал в сентябре 2004 года, вместе с информацией о террористах со станции метро «Рижская» (теракт у метро «Рижская» был совершён в августе 2004 года) и смертнице, совершившей теракт у гостиницы «Националь» (теракт был совершён в декабре 2003 года).
14 февраля 2004 года Моспрокуратура возбудила дело по факту обрушения купола аквапарка «Трансвааль-парк». Прокурор Москвы счёл, что дело должно быть возбуждено по части второй статьи 109 Уголовного Кодекса России «Причинение смерти по неосторожности вследствие ненадлежащего исполнения лицом своих должностных обязанностей». К этому моменту по распоряжению Зуева его подчинённые уже два месяца собирали информацию о том, как дворники чистят крыши.
27 марта 2005 года прокурор Москвы огласил выводы строительно-технической судебной экспертизы по делу «Трансвааль-парка»: причинами обрушения здания аквапарка стали неверные конструктивные решения и просчёты в проектировании. Эту же версию прокуратура выдвинула всего через два месяца после обрушения купола аквапарка.
11 января 2006 года прокуратура Москвы возбудила уголовное дело по факту нападения на прихожан синагоги на улице Большая Бронная. Зуев заявил журналистам, что преступление было совершено на почве национальной и религиозной ненависти. Ранее московские власти отрицали подобные мотивы преступлений.
23 февраля 2006 года обрушилась крыша Басманного рынка на Бауманской улице. В качестве подозреваемого по делу был допрошен конструктор Нодар Канчели, являвшийся также конструктором купола «Трансвааль-парка». Тогда же прокуратура добилась ареста директора рынка Марка Мишиева. Он обвинялся по части 3 статьи 109 Уголовного Кодекса России (причинение смерти по неосторожности двум или более лицам). По словам Зуева, Мишиев неоднократно осуществлял самовольную перепланировку помещений рынка, неправильно эксплуатировал здание, а также не принял мер по его ремонту. Однако Мосгорсуд отменил постановление о его аресте.
В 2005 году прокуратура Москвы расследовала дело Вячеслава Иванькова, обвинявшегося в убийстве двух человек. Однако доказать вину Иванькова следствию не удалось, и присяжные оправдали его. Верховный суд подтвердил оправдательный приговор. Адвокат Иванькова Юрий Ракитин направил прокурору Москвы ходатайство о реабилитации своего подзащитного. Однако 1 марта 2006 года прокурор Москвы обратился в президиум Верховного суда России с просьбой отменить оправдательный приговор.
В июне 2006 года Генпрокурор Юрий Чайка издал приказ об увольнении Зуева с мотивировкой «по собственному желанию». Таким образом, как отмечало издание «Время новостей», был открыт «счет прокурорским работникам, попавшим под объявленную накануне новым главой ведомства кадровую реформу». Обязанности прокурора столицы некоторое время исполнял заместитель прокурора города Вячеслав Росинский, а в июле 2006 года новым прокурором Москвы стал Юрий Семин.

## Награды
- знак отличия «Почётный работник прокуратуры РФ».